# کارت خاکستری

یک کارت خاکستری ۱۸%

کارت خاکستری یک رنگ‌درجه خاکستری متوسط است که به صورت پایه برای سایر محاسبات مورد استفاده قرار می‌گیرد. این کارت به‌طور معمول همراه با یک نور سنج بازتابی، برای نوردهی یا هماهنگی رنگ در فیلم عکاسی استفاده می‌شود.

## کیفیت و اندازه‌ها
کارت خاکستری یک شیء مســــطح به یک رنگ خاکســـتری خنثی است، که مشتق از طیف بازتابش صاف است. برای نمونه کارخانه کداک مجموعه R - 27 را که شامل دو کارت ۸ در ۱۰ اینچی و یک کارت ۴ در ۵ اینچ است، با بازتابش ۱۸ ٪ در سراسر طیف نور مرئی، با پشت سفید که با بازتابش ۹۰ ٪ می‌باشد به بازار ارائه داده‌است. باید توجه داشت که یکنواختی انعکاس طیف نور یک مشحصه بسیار مهم در تضمین عملکرد این کارت به حساب می‌آید.

## کاربردها

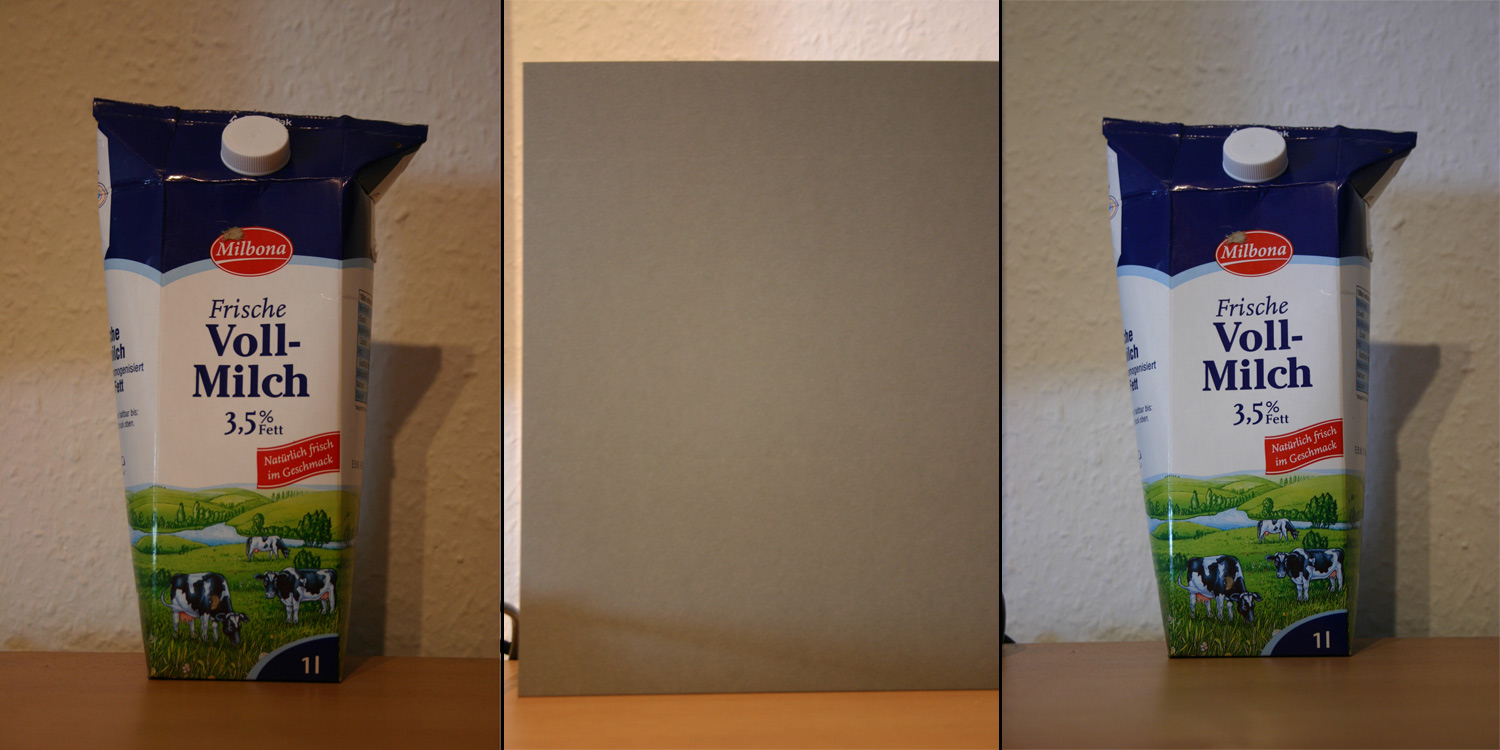
نتیجه استفاده از کارت خاکستری در کیفیت ضبط نور صحنه

استفادهٔ عمدهٔ کارت خاکستری به عنوان یک مرجع استاندارد برای تعیین کیفیت نور در عکاسی است. کارت خاکستری یک شیء کاملاً مات بوده و نور بازتاب شده از آن سافت (Soft) است، بنابراین میزان بازتاب نور از سطح آن به جهت قرار گرفتن کارت نسبت به منبع نور ندارد. با قرار دادن یک کارت خاکستری در صحنه عکاسی، در زاویه تعریف شده نسبت به جهت نور ورودی (سوژه و دوربین)، و اندازه گرفتن آن با استفاده از یک نور سنج بازتابی، عکاس می‌تواند از نوردهی خود در تمام عکس‌هایی که از این صحنه می‌گیرد، مطمئن باشد. استفاده از این تکنیک شبیه استفاده از اندازه‌گیری نور ورودی است، از شدت نور (illuminance)، اما نه به صورت بازتاب شده از سوژه.